# Edifici al carrer Ample, 11 (Ginestar)
L'Edifici al carrer Ample, 11 és una obra de Ginestar (Ribera d'Ebre) protegida com a Bé Cultural d'Interès Local.

## Descripció
Edifici entre mitgeres situat al bell mig del nucli urbà de la vila de Ginestar. La casa és de planta rectangular i es distribueix en quatre nivells. El parament de l'immoble és arrebossat i pintat, tot i que la planta baixa i al primer pis presenten un estucat que dona volumetria al pla de la façana i als diferents emmarcaments de les obertures. Aquestes s'estructuren seguint una composició de tres eixos vertical i empren arc escarser. El portal, situat a l'eix central de la façana principal, compta amb una porta emplafonada i a l'anglesa de dos batents. Al seu torn, aquesta està flanquejada per dues finestres decorades amb barrots de ferro forjat. El primer pis, té una balconada amb tres obertures, la central més gran que la resta. El segon pis, compta amb un balcó de barrots al centre i una finestra a la francesa de dos batents, a banda i banda. El tercer pis, presenta tres finestres simètriques. Corona el tester una balustrada amb motius geomètrics. La coberta del conjunt és de teula àrab i té una inclinació d'una sola vessant amb el carener paral·lel a la façana principal.